# Richard Mwanza
Richard Mwanza (né le 5 mai 1959 à l'époque en Fédération de Rhodésie et aujourd'hui en Zambie, et mort le 27 avril 1993 dans l'océan Atlantique au large des côtes du Gabon lors d'un accident d'avion) est un joueur de football international zambien, qui évoluait au poste de gardien de but.

## Biographie

### Carrière en club
Avec le club des Kabwe Warriors, il remporte un championnat de Zambie et deux Coupes de Zambie.

### Carrière en sélection
Avec l'équipe de Zambie, il joue entre 1987 et 1993. 
Il figure dans le groupe des sélectionnés lors de la Coupe d'Afrique des nations de 1992, au cours de laquelle il atteint le stade des quarts de finale.
Il participe également aux Jeux olympiques d'été de 1988 organisés en Corée du Sud. Lors du tournoi olympique, il joue un match face à l'Iraq.
Il joue également deux matchs comptant pour les tours préliminaires de la coupe du monde 1994.

## Palmarès
Kabwe Warriors
- Championnat de Zambie (1) :
  - Champion : 1987.

- Coupe de Zambie (2) :
  - Vainqueur : 1984 et 1987.